# Мурино (Челябинская область)
Мурино — деревня, входящий в состав Усть-Багарякского се́льского поселе́ния Кунашакского района Челябинской области.

## География
Расположена в северо-западной части района. В 2 км находится озеро Куракли-Маян, в 1 км на юго восток озеро Маян. У западной окраины проходит ЮУЖД (направление Челябинск — Каменск-Уральск). Расстояние до Кунашака — 65 км.

## История
Дата основания деревни неизвестно. В названии отражено, вероятно, ее местоположение — у «большой реки» (монгольское слово мурэн означает «река», тюрк. мурен — «большая река»; очевидно, речь идет о Синаре, протекающей в нескольких километрах северо-западней). В источниках упоминается с 1765..

## Население
| 2002 | 2010 |
| ---- | ---- |
| 162  | ↘156 |

(в 1958—364, в 1970—371, в 1983—231, в 1995—150)

## Улицы
- Озерная улица
- Полевая улица